# FIFA Series 2024
La FIFA Series 2024 fue la primera edición de FIFA Series, una competición amistosa bianual de fútbol organizada por la FIFA que comprende amistosos internacionales entre selecciones, que se disputa en el mes de marzo de cada año par.
La edición inaugural contó con 5 series que se realizaron en cuatro sedes, en la fecha FIFA que correspondió del 18 al 26 de marzo de 2024.

## Participantes
| Serie            | Selección                | Confederación | Ranking FIFA Febrero de 2024 |
| ---------------- | ------------------------ | ------------- | ---------------------------- |
| Arabia Saudita A | Cabo Verde               | CAF           | 65                           |
| Arabia Saudita A | Camboya                  | AFC           | 179                          |
| Arabia Saudita A | Guinea Ecuatorial        | CAF           | 79                           |
| Arabia Saudita A | Guyana                   | Concacaf      | 157                          |
| Arabia Saudita B | Bermudas                 | Concacaf      | 171                          |
| Arabia Saudita B | Brunéi                   | AFC           | 194                          |
| Arabia Saudita B | Guinea                   | CAF           | 76                           |
| Arabia Saudita B | Vanuatu                  | OFC           | 170                          |
| Argelia          | Andorra                  | UEFA          | 164                          |
| Argelia          | Argelia                  | CAF           | 43                           |
| Argelia          | Bolivia                  | Conmebol      | 86                           |
| Argelia          | Sudáfrica                | CAF           | 58                           |
| Azerbaiyán       | Azerbaiyán               | UEFA          | 113                          |
| Azerbaiyán       | Bulgaria                 | UEFA          | 83                           |
| Azerbaiyán       | Mongolia                 | AFC           | 190                          |
| Azerbaiyán       | Tanzania                 | CAF           | 119                          |
| Egipto           | Croacia                  | UEFA          | 10                           |
| Egipto           | Egipto                   | CAF           | 36                           |
| Egipto           | Nueva Zelanda            | OFC           | 103                          |
| Egipto           | Túnez                    | CAF           | 41                           |
| Sri Lanka        | Bután                    | AFC           | 184                          |
| Sri Lanka        | Papúa Nueva Guinea       | OFC           | 165                          |
| Sri Lanka        | República Centroafricana | CAF           | 129                          |
| Sri Lanka        | Sri Lanka                | AFC           | 204                          |

### Por confederación
| Confederación | Selecciones |
| ------------- | ----------- |
| AFC           | 5           |
| CAF           | 9           |
| Concacaf      | 2           |
| Conmebol      | 1           |
| OFC           | 3           |
| UEFA          | 4           |

## Estadios
| País           | Ciudad                       | Estadio                                        | Capacidad |
| -------------- | ---------------------------- | ---------------------------------------------- | --------- |
| Arabia Saudita | Yeda                         | Ciudad Deportiva del Rey Abdalá                | 62 345    |
| Arabia Saudita | Yeda                         | Ciudad Deportiva del Príncipe Abdalá al-Faisal | 27 000    |
| Argelia        | Annaba                       | Estadio 19 de Mayo de 1956                     | 56 000    |
| Argelia        | Argel                        | Estadio Nelson Mandela                         | 40 784    |
| Azerbaiyán     | Bakú                         | Dalga Arena                                    | 6500      |
| Azerbaiyán     | Bakú                         | Estadio Tofiq Bəhramov                         | 31 200    |
| Egipto         | El Cairo                     | Estadio Internacional de El Cairo              | 75 000    |
| Egipto         | El Cairo                     | Estadio 30 de Junio                            | 30 000    |
| Egipto         | Nueva Capital Administrativa | Estadio de la Nueva Capital Administrativa     | 93 940    |
| Sri Lanka      | Colombo                      | Colombo Racecourse                             | 10 000    |

## Partidos

### Arabia Saudita A

#### Tabla de posiciones
| Pos. | Equipo            | Pts. | PJ | PG | PE | PP | GF | GC | Dif. |
| ---- | ----------------- | ---- | -- | -- | -- | -- | -- | -- | ---- |
| 1.º  | Cabo Verde        | 6    | 2  | 2  | 0  | 0  | 2  | 0  | 2    |
| 2.º  | Guyana            | 3    | 2  | 1  | 0  | 1  | 4  | 2  | 2    |
| 3.º  | Guinea Ecuatorial | 3    | 2  | 1  | 0  | 1  | 2  | 1  | 1    |
| 4.º  | Camboya           | 0    | 2  | 0  | 0  | 2  | 2  | 6  | −4   |

|  | Ganador. |

#### Resultados
| 21 de marzo   | Cabo Verde | 1:0 (1:0) | Guyana | Ciudad Deportiva del Príncipe Abdalá al-Faisal, Yeda |                               |
| 22:00 (UTC+3) | Mendes 2'  | Reporte   |        | Árbitro(s): Shukri Al-Hunfush                        | Árbitro(s): Shukri Al-Hunfush |

| 22 de marzo   | Guinea Ecuatorial      | 2:0 (2:0) | Camboya | Ciudad Deportiva del Príncipe Abdalá al-Faisal, Yeda |                                 |
| 22:00 (UTC+3) | Nlavo 10' · Joanet 36' | Reporte   |         | Árbitro(s): Hussain Al-Shuwaikh                      | Árbitro(s): Hussain Al-Shuwaikh |

| 25 de marzo   | Cabo Verde | 1:0 (0:0) | Guinea Ecuatorial | Ciudad Deportiva del Príncipe Abdalá al-Faisal, Yeda |                                  |
| 22:00 (UTC+3) | Cabral 64' | Reporte   |                   | Árbitro(s): Qasim Matar Al-Hatmi                     | Árbitro(s): Qasim Matar Al-Hatmi |

| 26 de marzo   | Guyana                                              | 4:1 (1:0) | Camboya      | Ciudad Deportiva del Príncipe Abdalá al-Faisal, Yeda |                                       |
| 22:00 (UTC+3) | Glasgow 20', 59' (pen.) · Lovell 80' · Khedoo 90+2' | Reporte   | Chanthea 53' | Árbitro(s): Faisal Suleiman Al-Balawi                | Árbitro(s): Faisal Suleiman Al-Balawi |

### Arabia Saudita B

#### Tabla de posiciones
| Pos. | Equipo   | Pts. | PJ | PG | PE | PP | GF | GC | Dif. |
| ---- | -------- | ---- | -- | -- | -- | -- | -- | -- | ---- |
| 1.º  | Guinea   | 6    | 2  | 2  | 0  | 0  | 11 | 1  | 10   |
| 2.º  | Brunéi   | 3    | 2  | 1  | 0  | 1  | 3  | 4  | −1   |
| 3.º  | Bermudas | 3    | 2  | 1  | 0  | 1  | 3  | 5  | −2   |
| 4.º  | Vanuatu  | 0    | 2  | 0  | 0  | 2  | 2  | 9  | −7   |

|  | Ganador. |

#### Resultados
| 21 de marzo   | Guinea                                                                    | 6:0 (4:0) | Vanuatu | Ciudad Deportiva del Rey Abdalá, Yeda |                          |
| 22:00 (UTC+3) | Sylla 9' (pen.), 63' · Diawara 10' · O. Camara 18' · Kané 39' (pen.), 58' | Reporte   |         | Árbitro(s): Ahmed Al Ali              | Árbitro(s): Ahmed Al Ali |

| 22 de marzo   | Bermuda                         | 2:0 (0:0) | Brunéi | Ciudad Deportiva del Rey Abdalá, Yeda |                                  |
| 22:00 (UTC+3) | Todd 82' · Parfitt-Williams 88' | Reporte   |        | Árbitro(s): Qasim Matar Al-Hatmi      | Árbitro(s): Qasim Matar Al-Hatmi |

| 25 de marzo   | Guinea                                                        | 5:1 (1:1) | Bermuda  | Ciudad Deportiva del Rey Abdalá, Yeda |                                  |
| 22:00 (UTC+3) | Sylla 11' · Bangoura 48' · Diawara 51' · Keita 61' · Kané 70' | Reporte   | Bean 15' | Árbitro(s): Sami Ahmed Al-Jurays      | Árbitro(s): Sami Ahmed Al-Jurays |

| 26 de marzo   | Vanuatu              | 2:3 (1:0) | Brunéi                                              | Ciudad Deportiva del Rey Abdalá, Yeda |                                       |
| 22:00 (UTC+3) | Kalo 38' · Moses 70' | Reporte   | Syafiq Safiuddin 52' · Nurikhwan 72' · Hakeme 90+3' | Árbitro(s): Abdullah Dhafer Al-Shehri | Árbitro(s): Abdullah Dhafer Al-Shehri |

### Argelia

#### Tabla de posiciones
| Pos. | Equipo    | Pts. | PJ | PG | PE | PP | GF | GC | Dif. |
| ---- | --------- | ---- | -- | -- | -- | -- | -- | -- | ---- |
| 1.º  | Argelia   | 4    | 2  | 1  | 1  | 0  | 6  | 5  | 1    |
| 2.º  | Bolivia   | 3    | 2  | 1  | 0  | 1  | 3  | 3  | 0    |
| 3.º  | Sudáfrica | 2    | 2  | 0  | 2  | 0  | 4  | 4  | 0    |
| 4.º  | Andorra   | 1    | 2  | 0  | 1  | 1  | 1  | 2  | −1   |

|  | Ganador. |

#### Resultados
| 21 de marzo   | Andorra      | 1:1 (1:1) | Sudáfrica   | Estadio 19 de Mayo de 1956, Annaba |                             |
| 22:00 (UTC+1) | Fernández 5' | Reporte   | Mokwana 25' | Árbitro(s): Nabil Boukhalfa        | Árbitro(s): Nabil Boukhalfa |

| 22 de marzo   | Argelia                               | 3:2 (1:0) | Bolivia                     | Estadio Nelson Mandela, Argel |                             |
| 22:00 (UTC+1) | Gouiri 43' · Benzia 79' · Mandi 90+3' | Reporte   | Algarañaz 47' · Sagredo 70' | Árbitro(s): Abdel Aziz Bouh   | Árbitro(s): Abdel Aziz Bouh |

| 25 de marzo   | Bolivia  | 1:0 (1:0) | Andorra | Estadio 19 de Mayo de 1956, Annaba |                              |
| 22:00 (UTC+1) | Vaca 13' | Reporte   |         | Árbitro(s): Houssam Benyahia       | Árbitro(s): Houssam Benyahia |

| 26 de marzo   | Argelia                       | 3:3 (1:2) | Sudáfrica                      | Estadio Nelson Mandela, Argel |                           |
| 22:00 (UTC+1) | Benzia 22', 70' · Brahimi 53' | Reporte   | Zwane 34', 45+5' · Rayners 66' | Árbitro(s): Amir Loussaif     | Árbitro(s): Amir Loussaif |

### Azerbaiyán

#### Tabla de posiciones
| Pos. | Equipo     | Pts. | PJ | PG | PE | PP | GF | GC | Dif. |
| ---- | ---------- | ---- | -- | -- | -- | -- | -- | -- | ---- |
| 1.º  | Azerbaiyán | 4    | 2  | 1  | 1  | 0  | 2  | 1  | 1    |
| 1.º  | Bulgaria   | 4    | 2  | 1  | 1  | 0  | 2  | 1  | 1    |
| 3.º  | Tanzania   | 3    | 2  | 1  | 0  | 1  | 3  | 1  | 2    |
| 4.º  | Mongolia   | 0    | 2  | 0  | 0  | 2  | 0  | 4  | −4   |

|  | Ganadores. |

#### Resultados
| 22 de marzo   | Tanzania | 0:1 (0:0) | Bulgaria     | Dalga Arena, Bakú          |                            |
| 17:00 (UTC+4) |          | Reporte   | Despodov 52' | Árbitro(s): Aliyar Aghayev | Árbitro(s): Aliyar Aghayev |

| 22 de marzo   | Azerbaiyán        | 1:0 (0:0) | Mongolia | Estadio Tofiq Bəhramov, Bakú |                          |
| 20:00 (UTC+4) | Mustafazadə 90+1' | Reporte   |          | Árbitro(s): Zorbay Küçük     | Árbitro(s): Zorbay Küçük |

| 25 de marzo   | Tanzania                          | 3:0 (0:0) | Mongolia | Dalga Arena, Bakú         |                           |
| 17:00 (UTC+4) | John 49' · Sopu 62' · Miroshi 76' | Reporte   |          | Árbitro(s): Elçin Məsiyev | Árbitro(s): Elçin Məsiyev |

| 25 de marzo   | Azerbaiyán   | 1:1 (0:0) | Bulgaria    | Estadio Tofiq Bəhramov, Bakú |                           |
| 20:00 (UTC+4) | Qurbanlı 87' | Reporte   | Krastev 59' | Árbitro(s): Kristo Tohver    | Árbitro(s): Kristo Tohver |

### Egipto

#### Cuadro de desarrollo
|  | Semifinales                                              | Semifinales |                                                 |       | Final | Final |
|  |                                                          |             |                                                 |       |       |       |
|  | 22 de marzo – Estadio de la Nueva Capital Administrativa |             |                                                 |       |       |       |
|  |                                                          |             |                                                 |       |       |       |
|  | Egipto                                                   | 1           |                                                 |       |       |       |
|  | Egipto                                                   | 1           | 26 de marzo – Estadio Internacional de El Cairo |       |       |       |
|  | Nueva Zelanda                                            | 0           |                                                 |       |       |       |
|  | Nueva Zelanda                                            | 0           | Egipto                                          | 2     |       |       |
|  | 23 de marzo – Estadio 30 de Junio                        |             | Egipto                                          | 2     |       |       |
|  |                                                          | Croacia     | 4                                               |       |       |       |
|  | Túnez                                                    | Croacia     | 4                                               | 0 (4) |       |       |
|  | Túnez                                                    |             |                                                 | 0 (4) |       |       |
|  | Croacia                                                  | 0 (5)       |                                                 |       |       |       |
|  | Croacia                                                  | 0 (5)       | Partido por el tercer puesto                    |       |       |       |
|  |                                                          |             |                                                 |       |       |       |
|  | 26 de marzo – Estadio de la Nueva Capital Administrativa |             |                                                 |       |       |       |
|  |                                                          |             |                                                 |       |       |       |
|  | Nueva Zelanda                                            | 0 (2)       |                                                 |       |       |       |
|  | Nueva Zelanda                                            | 0 (2)       |                                                 |       |       |       |
|  | Túnez                                                    | 0 (4)       |                                                 |       |       |       |

#### Semifinales
| 22 de marzo   | Egipto             | 1:0 (1:0) | Nueva Zelanda | Estadio de la Nueva Capital Administrativa, Nueva Capital Administrativa |                                   |
| 22:00 (UTC+2) | Mohamed 29' (pen.) | Reporte   |               | Árbitro(s): Clement Franklin Kpan                                        | Árbitro(s): Clement Franklin Kpan |

| 23 de marzo   | Túnez                                                                | 0:0 (4:5 p.)               | Croacia                                                                          | Estadio 30 de Junio, El Cairo |                             |
| 22:00 (UTC+2) |                                                                      | Reporte                    |                                                                                  | Árbitro(s): Mohamed Maarouf   | Árbitro(s): Mohamed Maarouf |
|               |                                                                      | Tiros desde el punto penal |                                                                                  |                               |                             |
|               | Ben Romdhane · Laïdouni · Abdi · Jelassi · Ltaief · Jaziri · Haddadi |                            | Vlašić · Kramarić · Petković · Majer · Mario Pašalić · Juranović · Marco Pašalić |                               |                             |

#### Partido por el tercer puesto
| 26 de marzo   | Nueva Zelanda                      | 0:0 (2:4 p.)               | Túnez                                  | Estadio Internacional de El Cairo, El Cairo |                               |
| 22:00 (UTC+2) |                                    | Reporte                    |                                        | Árbitro(s): Ahmed El Ghandour               | Árbitro(s): Ahmed El Ghandour |
|               |                                    | Tiros desde el punto penal |                                        |                                             |                               |
|               | Waine · Barbarouses · Just · Rufer |                            | Ben Romdhane · Laïdouni · Abdi · Ghram |                                             |                               |

#### Final
| 26 de marzo   | Egipto                      | 2:4 (1:1) | Croacia                                              | Estadio de la Nueva Capital Administrativa, Nueva Capital Administrativa |                            |
| 22:00 (UTC+2) | Rabia 6' · Abdelmonem 90+4' | Reporte   | Vlašić 21' · Petković 57' · Kramarić 77' · Majer 86' | Árbitro(s): Adalbert Diouf                                               | Árbitro(s): Adalbert Diouf |

### Sri Lanka

#### Tabla de posiciones
| Pos. | Equipo                   | Pts. | PJ | PG | PE | PP | GF | GC | Dif. |
| ---- | ------------------------ | ---- | -- | -- | -- | -- | -- | -- | ---- |
| 1.º  | República Centroafricana | 6    | 2  | 2  | 0  | 0  | 10 | 0  | 10   |
| 2.º  | Sri Lanka                | 4    | 2  | 1  | 1  | 0  | 2  | 0  | 2    |
| 3.º  | Papúa Nueva Guinea       | 1    | 2  | 0  | 1  | 1  | 0  | 4  | −4   |
| 4.º  | Bután                    | 0    | 2  | 0  | 0  | 2  | 0  | 8  | −8   |

|  | Ganador. |

#### Resultados
| 22 de marzo      | República Centroafricana                                             | 6:0 (1:0) | Bután | Colombo Racecourse, Colombo |                            |
| 15:00 (UTC+5:30) | Toropité 16' · Baboula 48', 90+3' · Namnganda 49', 64' · Dangabo 56' | Reporte   |       | Árbitro(s): Mohamed Jafran  | Árbitro(s): Mohamed Jafran |

| 22 de marzo      | Sri Lanka | 0:0     | Papúa Nueva Guinea | Colombo Racecourse, Colombo         |                                     |
| 20:45 (UTC+5:30) |           | Reporte |                    | Árbitro(s): Meshari Ali Al Shammari | Árbitro(s): Meshari Ali Al Shammari |

| 25 de marzo      | República Centroafricana                         | 4:0 (3:0) | Papúa Nueva Guinea | Colombo Racecourse, Colombo        |                                    |
| 15:00 (UTC+5:30) | Yawanendji-Malipangou 11' · Godame 25', 43', 78' | Reporte   |                    | Árbitro(s): Hettikamkanamge Perera | Árbitro(s): Hettikamkanamge Perera |

| 25 de marzo      | Sri Lanka                  | 2:0 (0:0) | Bután | Colombo Racecourse, Colombo         |                                     |
| 20:45 (UTC+5:30) | De Silva 46' · Kelaart 54' | Reporte   |       | Árbitro(s): Meshari Ali Al Shammari | Árbitro(s): Meshari Ali Al Shammari |

## Estadísticas

### Goleadores
| Jugador            | Selección                | Goles | PJ |
| ------------------ | ------------------------ | ----- | -- |
| Mamadou Kané       | Guinea                   | 3     | 2  |
| Morlaye Sylla      | Guinea                   | 3     | 2  |
| Tieri-Teddy Godame | República Centroafricana | 3     | 2  |
| Yassine Benzia     | Argelia                  | 3     | 2  |
| Kandet Diawara     | Guinea                   | 2     | 2  |
| Karl Namnganda     | República Centroafricana | 2     | 2  |
| Omari Glasgow      | Guyana                   | 2     | 2  |
| Vénuste Baboula    | República Centroafricana | 2     | 2  |

## Derechos de transmisión
- FIFA: FIFA+
- Argentina: Star+
- Bolivia: Bolivia TV,[4][5][6][7] Bolivisión, Tigo Sports 3.